# マダガスカルの戦い
マダガスカルの戦い（まだがすかるのたたかい、英語: Battle of Madagascar、フランス語: Bataille de Madagascar）は、第二次世界大戦中の1942年5月5日から同年11月6日にかけて起きた戦い。イギリス軍がヴィシー・フランス支配下のフランス領マダガスカルに侵攻し、フランス軍を撃破してマダガスカル島を奪取した。イギリス軍とフランス軍の戦闘中に、大日本帝国海軍の特殊潜航艇「甲標的」がディエゴ・スアレス湾内のイギリス海軍艦艇を攻撃した。この戦いは、第二次世界大戦において連合国軍が行った最初の大規模な水陸両用作戦となった。

## 概要
ナチス・ドイツの侵攻に敗れたフランスは、ナチス・ドイツへの降伏後に親ドイツ政権であるヴィシー・フランスが成立した。一方で、連合国の一員としてドイツとの戦争を継続する自由フランスも結成されたため、フランスは一国に二つの体制が存在する分断国家となった。フランスは世界各地に植民地を保有していたが、それらの植民地でもヴィシー・フランス側と自由フランス側に分かれ対立・交戦していた。マダガスカルはヴィシー・フランスに与したため、イギリスなどと対立することになった。また枢軸国はアフリカ沿岸やインド洋支配のため、マダガスカルに興味を示しており、イギリスとしては、それらの海域から枢軸国を排除するため、ヴィシー・フランスからマダガスカルを奪取することを計画した。
イギリス軍は約10,000人から13,000人の兵員を動員し、空母や戦艦を主力とする大艦隊を送り出し、戦いは1942年5月5日に開始された。イギリス軍はまずマダガスカル北部のディエゴスアレス（現在のアンツィラナナ）に上陸し、3日間でこれを占領した。ディエゴスアレスのフランス軍が降伏した後の5月30日に日本軍潜水艦隊から2隻の特殊潜航艇「甲標的」が出撃、うち1隻が湾内に成功してイギリス海軍艦艇への雷撃に成功し、戦艦1隻大破、タンカー1隻撃沈という大戦果を挙げた。しかし、日本軍の攻撃はここまでで、その後も戦いは続いたが、6ヶ月後の1942年11月6日にヴィシーフランス軍が降伏。同島はイギリス軍が占領したが、後にその管轄は自由フランスに移された。しかし、ヴィシーフランス側とはいえフランスの領土を攻撃するのにイギリス側は自由フランスに通告なしで攻撃を行った事で反感を買う結果となった

## 背景

### 仏領マダガスカル

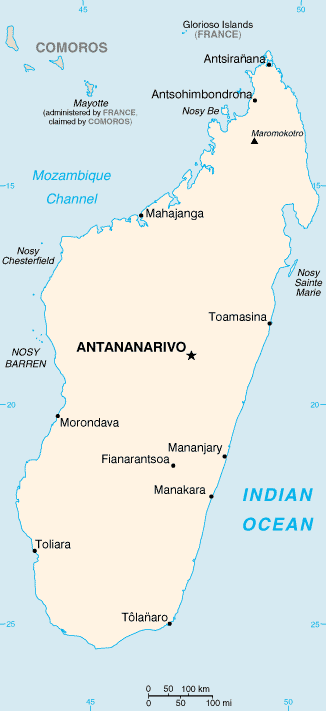
マダガスカル島

1940年代のマダガスカル島はフランスの植民地で、第二次世界大戦が始まるとフランス本国との貿易量が激減しマダガスカル経済は深刻な状況となった。その後フランス本国がドイツの侵攻で占領されると、フランスはドイツに休戦を提案し、親ドイツのヴィシー政府が誕生した。当時のマダガスカル総督 アルマンド・アネットは連合国軍への降伏を選択せず、ヴィシー政府の支持を表明した。
このころ地中海および北アフリカの戦況はドイツ軍とイタリア軍を中心とした枢軸国側に有利であり、その為に中東及びインド方面、さらにインドを経由してオーストラリアなどへ軍事物資の補給などのために向かう連合国側船団は、地中海－スエズ運河ルートではなく喜望峰 - インド洋のルートへ迂回していた。
マダガスカル島はこの迂回ルートの途上に位置しており、マダガスカル島の港や飛行場が日本軍に占拠されると、連合国軍のヨーロッパと中東及びインド、オーストラリア方面との補給路が絶たれる恐れがあった。

### 日本海軍のインド洋制圧

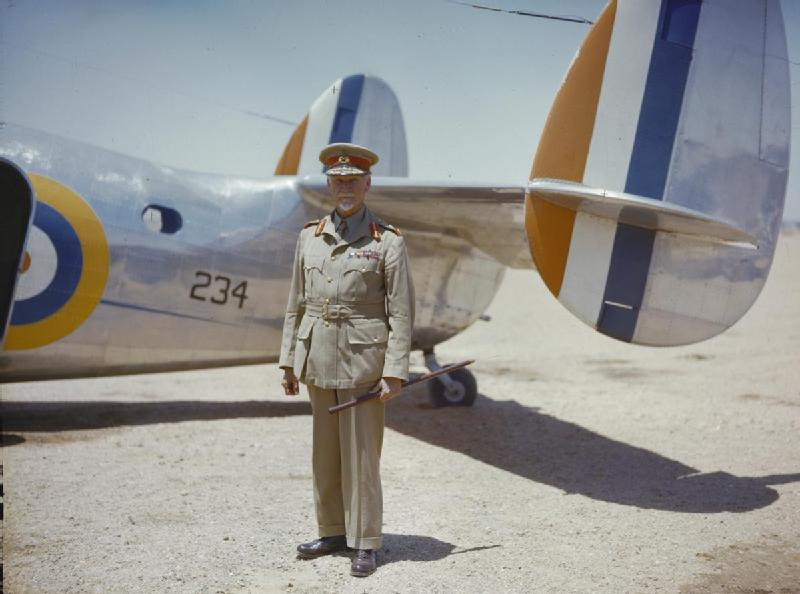
マダガスカル攻略を主導した南アフリカの首相兼イギリス軍元帥ヤン・スマッツ

日本軍は1941年12月の開戦以降、1942年3月の末までに東南アジア全域（イギリス領マレー半島や蘭印、アメリカ領フィリピンなど）を制圧し、続いてアメリカ本土への空襲やオーストラリアへの空襲を行ったほか、イギリス植民地のビルマ南部まで攻略を行い、さらに西進を行うことが可能であった。
この頃、日本海軍の潜水艦はインド洋で完全に制約を受けずに活動でき、3月には日本海軍の機動部隊がセイロン島攻撃を行った。そのため、イギリス海軍の東洋艦隊はモルディブ諸島のアッドゥ環礁に退避したが、日本海軍の更なる攻撃によって手持ちの空母他多くの艦船を失い、ケニアのキリンディニまで撤退した。
インド洋からイギリス海軍が駆逐されたことにより、マダガスカルへの戦略的な重要性が認識されるようになった。マダガスカル自体には商業的な価値は殆どなかったが、島の北端にあるディエゴ・スアレス港はインド洋を支配するための地政学的な価値や規模を備えており、これを日本軍に奪われることの懸念が次第に大きくなっていった。イギリス首相のウィンストン・チャーチルもマダガスカルの価値を認識しており、後年に出版した回想録でこの時を振り返って「マダガスカルとセイロンの間には渺々たるインド洋が横たわっている。而も日本軍の攻撃とヴィシー政府の裏切りの可能性は、幽霊にみたいにまとわりつく危険だった」と述べている。
枢軸国側もナチス・ドイツがマダガスカルの活用に興味を示しており、ドイツ海軍海軍軍令部長クルト・フリッケ大将は、1942年3月27日にベルリンで日独伊三国同盟の軍事委員野村直邦大将と日本海軍とドイツ海軍の連携について協議を行ったが、その際に「日本海軍がインド洋とアラビア海を制圧するためには、マダガスカルの基地が必要であり、これはドイツの承諾を得る必要があるが、ドイツは承諾を与えるつもりである」や「枢軸国海軍にとって、セイロン、セイシェル、マダガスカルはオーストラリアに対する作戦よりも優先されるべきだ」などと主張し、日本海軍にマダガスカルに対する積極的な支援を迫ったが、インド洋やアラビア海は日本軍にとっての重要性は高くなく、日本軍は潜水艦隊の派遣は約束したが、大規模な作戦には否定的であった。なお、ナチスドイツはマダガスカルにユダヤ人を強制入植させるマダガスカル計画を検討していたが、他にも同時に検討していたユダヤ人移送計画がすべて実現できなかったことにより、「ユダヤ人問題の最終的解決」の大量虐殺に舵を切っていくこととなった。
日本軍の消極姿勢をよそに、イギリス側の危機感はさらに高まっていき、特に南アフリカの首相でイギリス軍元帥であったヤン・スマッツは、アフリカに対する枢軸国軍の脅威を取り除くべく、持てる影響力全てを駆使して、イギリス軍によるマダガスカル確保をチャーチルに対して主張し続けた。自由フランスの指導者シャルル・ド・ゴールもチャーチルに対し、自由フランスとイギリス軍の共同作戦でのマダガスカル攻略を主張していた。しかしチャーチルはダカール沖海戦の敗戦により、自由フランスとの共同作戦に否定的であり、また、イギリスがアメリカの支援なしでこのような大規模な水陸両用作戦を行うことは困難だと考えていた。イギリス軍は第一次世界大戦のガリポリの戦いを最後に大規模な水陸両用作戦は行ってなかった。
しかし、日本軍の脅威に加えて、北アフリカ戦線ではエルヴィン・ロンメル中将率いるドイツアフリカ軍団が猛進撃を続けており、中東のイギリス軍を支える喜望峰からモザンビーク海峡を通じる海上補給路を死守する必要に迫られ、チャーチルはマダガスカルはいかなる犠牲を払っても占領しなければならないという決断を下した。しかし、マダガスカルに派遣できる艦隊は、位置的には東洋艦隊が相応しかったが、日本海軍の圧力を前にしておりその余裕はなく、仕方なくジブラルタル方面の艦隊をこの作戦に投入する他なかった。しかし、ジブラルタルの艦隊が抜ければ地中海の制海権争いに影響を及ぼすことが懸念されたので、チャーチルはアメリカのフランクリン・ルーズベルト大統領に支援を要請、ルーズベルトはアメリカ軍艦隊をイギリス本土近海に派遣する代わりに、イギリス本国艦隊をジブラルタルに回すよう提案し、チャーチルも了承した。さらにルーズベルトは作戦が開始されたら、ヴィシーフランスに対してアメリカはイギリスを支持する声明を発表することも約束した。こうして後方の懸念を払しょくできたチャーチルは作戦の準備を進めさせると、作戦直前には南アフリカのスマッツに「我々はディアゴ・スアレスを急襲して占領する決意を固めた。作戦は大規模であり、攻撃隊は今夜東洋向けの5万名の大船団に紛れて出発する」と打電した。

## アイアンクラッド作戦

### 作戦準備

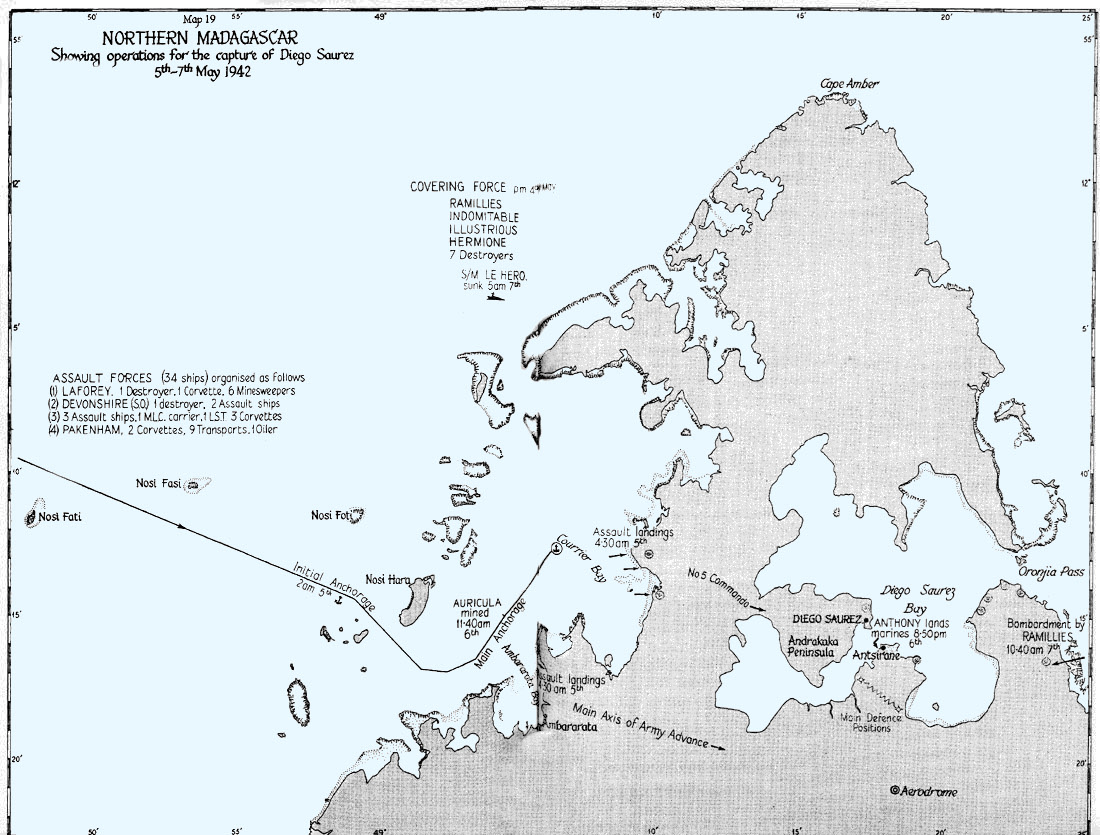
上陸作戦

チャーチルの決定により、イギリス軍はマダガスカル島ディエゴ・スアレス攻略作戦「アイアンクラッド作戦（Operation Ironclad）」の実行を決めた。総司令官はイギリス海兵隊ロバート・スタージェス少将が任じられた。上陸する部隊は第121部隊と名付けられたが、イギリス海軍中将ルイス・マウントバッテン卿の肝いりで編成されたコマンド部隊第5コマンド部隊が、チャーチルのたっての希望で作戦主力として投入された。さらに、精鋭第29歩兵旅団を含む4,000人が主力となり、他にも第5歩兵師団の第13歩兵旅団と第17歩兵旅団の2個旅団（1個旅団欠）も合流して、総兵力は13,000人以上となった。
これらの大部隊を輸送する輸送艦隊の旗艦はイギリス海軍最大級の兵員輸送艦「ウィンザーキャッスル」（排水量20,000トン）以下多数のイギリス帝国徴用艦に加えて、ポーランドの客船「MS ソビエスキ」やオーストラリア軍やオランダ軍などの連合国艦船も参加した。上陸を援護するのは、空母「イラストリアス」、「インドミタブル」、戦艦「ラミリーズ」、巡洋艦2隻、駆逐艦12隻、コルベット6隻、掃海艇6隻を基幹とする艦隊で、艦隊司令官にはエドワード・サイフレット少将が任じられた。スタージェスとサイフレットは旗艦「ラミリーズ」に座乗すると、4月28日に南アフリカのダーバンを出港した。

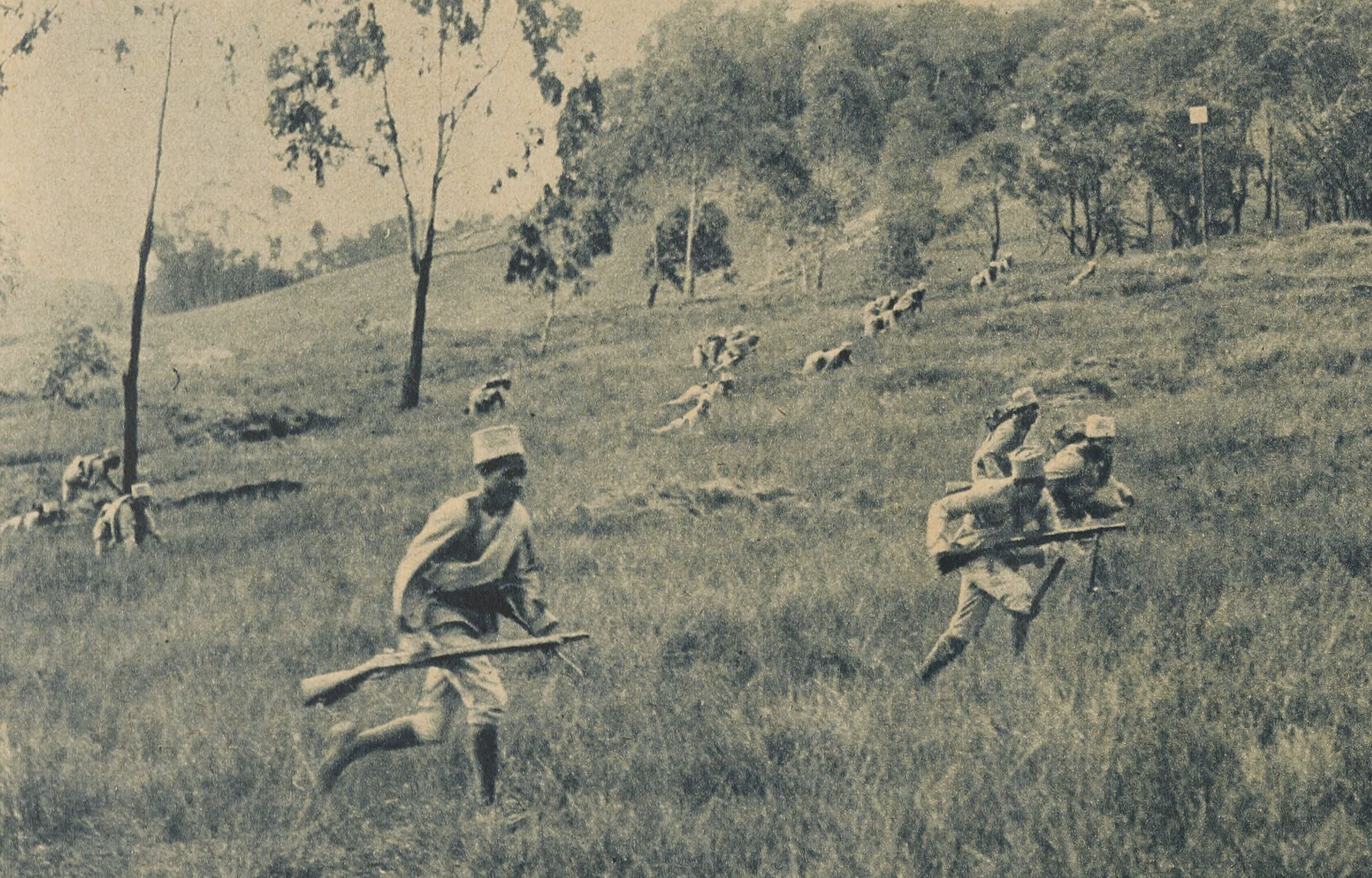
演習中のフランス軍マダガスカル人兵士

迎え撃つアルマンド・アネット総督率いるヴィシー・フランス軍は約8,000人で、うち約2,000人がフランス兵、残り約6,000人がマダガスカル兵やセネガル兵であった。海軍の戦力は武装商船1隻、通報艦2隻、武装トロール船1隻、潜水艦4隻などであったが、このうち通報艦1隻と潜水艦2隻はイギリス軍による攻撃時には在泊していなかった。航空戦力は、モラーヌ・ソルニエMS406戦闘機17機、ポテ 63.11偵察機6機、少数のポテ 25TOEとポテ 29であったが、全体の戦力としては本国からの供給が久しく途絶えていたこともあり不十分であった。
フランス軍は限られた戦力のうち、ディエゴ・スアレス港の防衛を最も重視しており、兵員は総兵力の過半になる4,000人（フランス兵800人、その他3,200人）を配置していた。ディエゴ・スアレス港への進入路は、東側の幅1,200ｍのオランジャ水道を通過する水路に限られており、港の入り口となるオランジャ水道両岸にはモデル1893/164mm砲やモデル1927/138mm砲などを設置した沿岸砲台を8か所構築して、港内に侵入しようという敵艦隊に集中砲火を浴びせる計画であった。
ディエゴ・スアレス港に到達するには、港の西海岸に上陸して陸路を進撃するという手段もあったが、西海岸から沖合13kmまでの海域にはサンゴ礁や小島が点在しているうえ、海流が複雑であり艦船の航行が困難と見られていたことや、フランス軍が多数の機雷を敷設していたので、敵の艦隊がフランス軍に気が付かずに接近することは不可能と考えられており、港の東側と比較すると防備はかなり弱かった。イギリス軍は入念な調査でフランス軍の防備を確認すると、西海岸から上陸して陸路でディエゴ・スアレス港に向けて進撃することを決めた。精鋭の第5コマンド部隊が西海岸のアンバララタ湾とクーリエ湾に夜間上陸して橋頭保を確保し、第5コマンド部隊と第29歩兵旅団の第2西ランカシャー連隊がクーリエ湾からディエゴ・スアレス市街を目指して進撃、アンバララタ湾からは第29歩兵旅団の残る3個連隊が、特に攻略が必須な重要拠点フランス海軍のアンティサラン基地を目指して進撃し、第5歩兵師団の第13歩兵旅団と第17歩兵旅団の2個旅団（1個旅団欠）は、支援部隊として第2波、第3波で上陸する作戦計画であった。

### 作戦参加艦船
- F部隊
  - 戦艦：ラミリーズ
  - 空母：イラストリアス
  - 巡洋艦：デヴォンシャー、ハーマイオニー

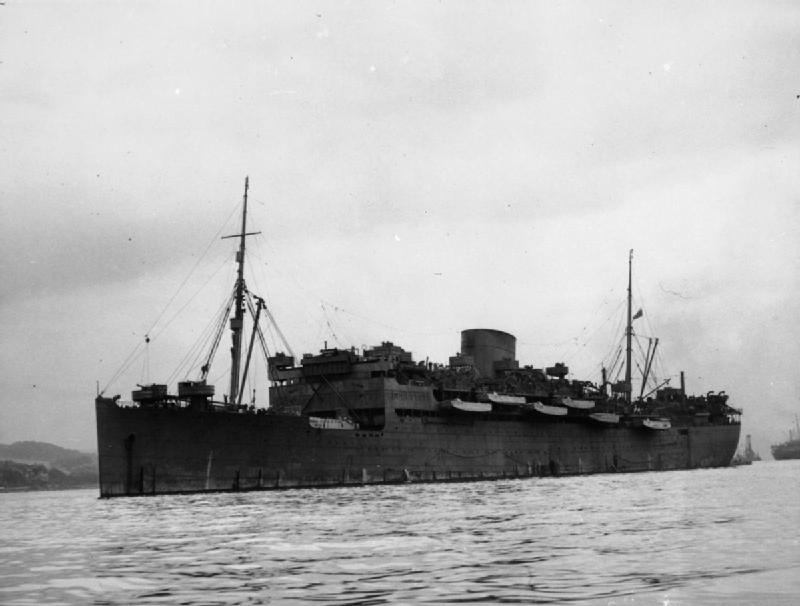
輸送艦隊の旗艦として高級軍人や士官などを輸送した「ウィンザーキャッスル」

  - 駆逐艦：アクティヴ、アンソニー、ダンカン、インコンスタント、ジャベリン、ラフォレイ、ライトニング、ルックアウト、パケナム
  - コルベット：オーリキュラ (K12)（英語版）、シクラメン、フリージア、フリティラリー、ジェニスタ、ジャズミン、ナイジェラ、タイム
  - 掃海艇：クローマー(J128)（英語版）、クロマティ(J09)（フランス語版）、プール (J147)（フランス語版）、ロムニー(J77)（フランス語版）
- Y船団
  - Bachaquero、Empire Kingsley、Mahout、Martand、Nairnbank、Thalatta、Derwentdale、Easedale
- Z船団
  - ウィンザーキャッスル（ドイツ語版）、MS ソビエスキ（英語版）、オロンゼイ（英語版）、ダッチェス オブ アソル（英語版）、フランコニア（英語版）、Karanja、Keren、Royal Ulsterman
- その他
  - 病院船Atlantis

- 艦載機
  - イラストリアス
    - 第881飛行隊 – F4FマートレットMk.II 12機
    - 第882飛行隊 – F4FマートレットMk.II 8機、フェアリー フルマー1機
    - 第810飛行隊 – フェアリー ソードフィッシュ10機
    - 第829飛行隊 – フェアリー・ソードフィッシュ10機

  - インドミタブル
    - 第800飛行隊 – フェアリーフルマー8機
    - 806飛行隊 –フェアリー・フルマー4機
    - 880飛行隊 –ホーカー シーハリケーンMk IA 6機
    - 827飛行隊 – フェアリー アルバコア12機
    - 831飛行隊 – フェアリーアルバコア12機
- 地上機（南アフリカ軍）
  - ブリストル ボーフォート11機
  - マーチン メリーランド6機

出典

### 上陸作戦

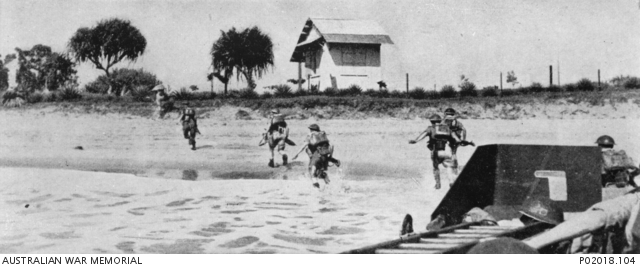
強襲上陸用舟艇でアンバララタ湾の海岸に上陸するイギリス軍

ダーバンを出港した34隻のイギリス軍艦隊は、マダガスカルのアンバー岬の沖合150kmで合流すると、掃海艇が先頭で海路を切り開きながらマダガスカルに接近し、5月4日の夕暮れ前には上陸予定地点のマダガスカル西海岸から32km沖合に到達した。日が暮れると、艦隊は強襲上陸作戦の陣形を取り、海岸に接近したが、海岸に近づくにつれてフランス軍の機雷の密度が高くなり、イギリス海軍はコルベット「オーリキュラ (K12)」が機雷に被雷して大破した。艦体の損傷は大きかったが、人的損失は1人の負傷で止まった。「オーリキュラ」は戦場を離脱しダーバンに向けて曳航されたが、途中で損傷個所から浸水して沈没してしまった。しかし、機雷が爆発したにも関わらず、西海岸を守っていたフランス軍がイギリス軍艦隊の接近に気が付くことはなかった。
日没後、アンバララタ湾とクーリエ湾沖合にイギリス艦隊が姿を現した。後年の敵前上陸作戦は、日中に艦艇の艦砲射撃の支援砲撃下で行うことが多かったが、この時点では、敵の抵抗をかわすため、深夜に闇夜に紛れて上陸するという手法がとられていた。午後8：00になって夜の帳が下りた後に第5コマンド部隊は強襲上陸用舟艇に乗り込んだ、幸運なことに海は穏やかであったうえ、月明かりも殆どなく、この乗船作業はフランス軍に発見されることはなかった。アンバララタ湾周辺は岩場が多く、フランス軍はここからの敵の攻撃はないと考えて、沿岸砲や守備隊を殆ど配置していなかった。イギリス軍の強襲上陸用舟艇は消灯して海岸に向かったが、フランス軍からの応射はまったくなく無事に海岸に接近することができた。翌5月5日の午前4：30ごろに先鋒の第5コマンド部隊のイギリス兵が海岸に上陸したが、海岸の守りは長い草むらに隠れていたわずかなフランス人将校だけであり、海岸の守備隊主力のフランス人将校6人と現地兵90人は近くの兵舎で睡眠中であった。イギリス兵はたちまち草むらのフランス兵将校を制圧すると、兵舎で熟睡中であった96人を無抵抗のまま捕虜とした。そして無人の沿岸砲台2か所と数か所の機関銃座も占領して海岸一帯の安全を確保した。クーリエ湾では、海岸にフランス軍部隊は配置されておらず無血上陸となった。
夜が明けると、空母から出撃したフェアリー ソードフィッシュとフェアリー フルマーが、アラチャート飛行場とディエゴ・スアレス港内に停泊していたフランス海軍艦船を攻撃した。潜水艦「ベヴェジエ」はフェアリー ソードフィッシュの雷撃で損傷し、乗組員が総員退去後に沈没したが、海上を漂流する乗組員をフェアリー ソードフィッシュが機銃掃射し5人が戦死した。また、バナナ貨物船を改装した武装商船「ブーゲンビル（補助巡洋艦）」と武装トロール船にも魚雷が命中しいずれも沈没した。通報艦「ダントルカストー（通報艦）」は上陸するイギリス軍に向けてモデル1927/138mm砲で砲撃していたが、フェアリー フルマーの急降下爆撃が命中し、大破炎上して16人が戦死した。生存した乗組員は激しく炎上する「ダントルカストー」を沈没する前に座礁させると、艦を放棄して近くの山地に立て籠ったが、翌5月6日にイギリス軍による徹底した山狩りにあって投降した。「ダントルカストー」は後にイギリス軍に鹵獲され、再浮揚されて自由フランス軍の所属となった。さらに、ディエゴ・スアレス港内に寄港していたイタリア船籍の船舶3隻とドイツ船籍の船舶1隻も攻撃で撃沈されたか、自沈した。在港していた潜水艦のうち「ル・グロリュー」だけは被弾を免れたので、乗組員を緊急招集すると港外に脱出した。翌5月6日に「ル・グロリュー」はイギリス海軍空母への反撃を試みたが、雷撃位置まで接近することができず、一旦マダガスカル南部のアンドロカまで撤退し、通報艦「ディバービル」と合流するよう命じられた。
アラチャート飛行場では、地上でMS406 (航空機)戦闘機が7機、ポテ 63.11が2機が撃破され、開戦劈頭でマダガスカルのフランス軍航空戦力のうち25％が無力化された。艦載機は攻撃の他にもディエゴ・スアレス市街やフランス軍基地にフランス語と英語で書かれたビラを多数散布した。
さらには、首都タナナリブにいたマダガスカル総督のアルマンド・アネットとディエゴ・スアレスの軍司令官に向けて「戦後にマダガスカルはフランスに返還する」という約束付きで降伏勧告を行ったが、後にスタージェス、サイフレット両指揮官が激しく後悔したように、ビラ配布と降伏勧告は完全に裏目に出て、アネットはこの戦いにヴィシーフランスの軍事的名誉がかかっていると考え、ヴィシーフランス本国もアネットの考えを支持し、アネットとディエゴ・スアレスの軍司令官はそろって「最後まで戦う」と降伏勧告を拒絶する回答を行い、これ以降フランス軍の抵抗は激しくなっていった。

### ディエゴ・スアレス陥落

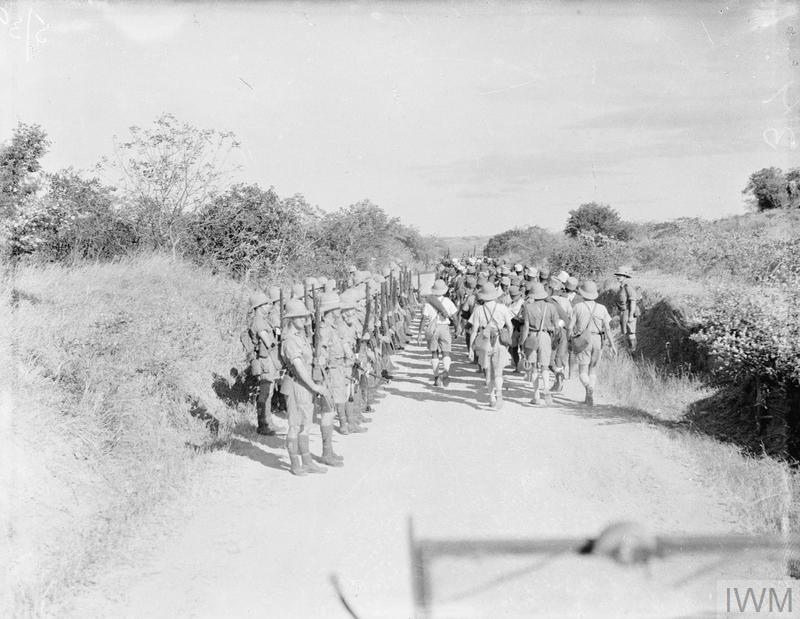
降伏したフランス軍の行進を見送るイギリス軍

イギリス軍は午前6：00までに兵士2,000人をマダガスカル西海岸に上陸させた。さらに主力の第29歩兵旅団の3個連隊が上陸したアンバララタ湾にはバレンタイン歩兵戦車とMk.VIIテトラーク軽戦車12輌が揚陸され、歩兵と連携してフランス海軍のアンティサラン基地を攻略することとなっていた。イギリス軍は準備を整えると、それぞれディエゴ・スアレス市街とアンティサラン基地を目指して進撃を開始した。クーリエ湾に上陸した第29歩兵旅団の第2西ランカシャー連隊は第5コマンド部隊と、真っ先に海岸を見下ろす高台にあった城塞ウィンザー・キャッスルに向け海抜393ｍを駆け上がると、この拠点を攻略してフランス軍の抵抗を封じた。その後もイギリス軍は順調に進撃を続け、沿岸砲台や兵舎を次々と占領して約100人のフランス軍捕虜を獲得した。イギリス軍は捕虜を連れたままマングローブの森や沼地を抜けると、午後4：30にはディエゴ・スアレス市街に到達した。ここでようやくフランス軍の抵抗にあったが、後続で上陸した第5歩兵師団の第17歩兵旅団も合流し、フランス軍守備隊は降伏、あっさりとディエゴ・スアレスはイギリス軍の手に墜ちた。
アンバララタ湾に上陸した部隊の進撃も最初は順調で、午前中はほぼ戦闘はなかったが、午後になるとようやく態勢を整えたフランス軍の抵抗にあった。しかしイギリス軍は銃剣突撃を駆使しながら強硬に進撃を続けた。やがてイギリス軍はアンティサラン基地近くまで到達したが、フランス軍はこれまでに態勢を整えており、1910年に構築された2つの古い要塞と塹壕で固められた、フランス軍が「ジョッフルライン」と呼んでいた強固な防衛線から激しい抵抗を受けた。フランス軍は75ポンド砲と迫撃砲をイギリス軍に浴びせて、多くの死傷者を被ったうえバレンタイン歩兵戦車3輌、Mk.VIIテトラーク軽戦車2輌も撃破された。第29歩兵旅団第2南ランカシャー連隊も反撃に転じて、フランス軍の十字砲火のなかでも前進を続けて、要塞の1つにどうにかたどり着くと、フランス兵多数が立て籠もっていた兵舎を攻撃して、数百人を捕虜にした。
しかし、フランス軍はなおも激しく抵抗し、その後も激戦は続いてイギリス軍は12輌の戦車のうち10輌を失う大損害を被ってしまった。また、マダガスカル特有の背丈の長い雑草が生い茂る草原が、フランス軍の砲撃によって炎上しており、イギリス軍の混乱に拍車をかけた。イギリス軍は無線が不調で、最前線の戦況が司令部によく伝わっておらず、スタージェスは作戦は失敗したと誤認していた。夜明け前には鮮やかな上陸作戦の成功で、その日の朝食はアンティサラン基地内で食べられるなどと楽観視していたこともあり、その落差は激しかった。イギリス軍はこの防衛線を迂回しようと試みたが、地形的に不可能なことが判明し、いたずらにイギリス軍の損害は増えていった。そして、5日の朝食どころか翌6日の午後になってもアンティサラン基地を攻略することはできなかった。
スタージェスは防衛線への正面攻撃は困難だと判断すると、サイフレットに戦艦「ラミリーズ」に配置していたイギリス海兵隊約1個小隊50人による陽動作戦を提案し、サイフレットの許可を取り付けると、プライス大尉率いるイギリス海兵隊1個小隊を「アンソニー (A級駆逐艦)」に移乗させた。5月6日の日没後「アンソニー」は海兵隊を乗せたまま、ディエゴスアレス港への水路の入り口であるオランジャ水道に向かった。艦長のJ.M.ホッジス少佐は防備が固いオランジャ水道を高速航行での突破を企図していたが、フランス軍沿岸砲台は闇夜にも関わらず「アンソニー」の接近を察知し、激しい砲撃を浴びせた。しかし「アンソニー」は巧みな操艦で砲撃を避けるとディエゴスアレス港内への突入に成功し、午後8：30までにアンティサラン基地の波止場にイギリス海兵隊員を上陸させた。プライス率いる海兵隊は少数であったが、躊躇することなくアンティサラン基地内に突入、フランス海軍の武器倉庫を襲撃して、多数の機関銃や小銃といった小火器を鹵獲した。さらに倉庫内にはこれまでの戦闘で捕虜となっていた約50人のイギリス兵がおり、すぐさま解放し、不意を突かれてまともな抵抗もできなかった500人ものフランス兵を捕虜としたが、これはプライスの部隊の10倍にもなる人数となった。プライスの小部隊はその後も、フランス砲兵隊の指揮所とその兵舎、海軍基地施設を襲撃しそれを奪取して、「その数に見合わないほど町に騒乱」を引き起こした。その間にイギリス軍主力も前進を開始してフランス軍防衛線を突破し、たまらずアンティサラン基地はその夜に降伏した。
ディエゴ・スアレスへの入港を目指していたサイフレットは、プライスの夜襲が成功したことを知ると一気に艦隊主力でディエゴ・スアレス港に突入するため、港への侵入口であるオランジャ水道に、戦艦「ラミリーズ」重巡洋艦「デヴォンシャー」軽巡洋艦「ハーマイオニー」を接近させていた。そこでオランジャ水道両岸にあるフランス軍砲台を制圧すべく艦砲射撃を命じた。戦艦と巡洋艦に駆逐艦3隻を加えたイギリス艦隊が、単縦陣で砲台に接近して約10分間の艦砲射撃を浴びせると砲台は降伏し、ディエゴスアレス港の港口はイギリス軍の手に墜ちた。その後に掃海艇がオランジャ水道を掃海して、午後4：30にはイギリス艦隊がディエゴ・スアレス港に入港した。
その後小規模な戦闘は5月7日遅くまで続いたが、アンティサランの陥落で事実上の戦闘は終結し、戦闘開始からわずか3日間で、イギリス軍は109人が戦死、283人が負傷という大損害を被りながらもマダガスカルに足場を築いた、一方でフランス軍の損失は600人以上が死傷し（戦死者150人）、約1,000人が捕虜となった。この捕虜のなかから多数の兵士が自由フランスへの忠誠を誓い、10日間程度の拘留を経て解放されるとそのまま自由フランス軍の所属となり、それまでの軍務を継続することとなった。
5月8日になり、ディエゴ・スアレス港外にいてイギリス軍艦載機の空爆を免れていた2隻の潜水艦による反撃が行われた。「ル・エロー」は自軍の機雷原を突破すると、クーリエ湾沖のイギリス軍艦隊に接近を図ったが、空母「イラストリアス」から出撃したフェアリー ソードフィッシュに発見されて爆雷攻撃を受けた。爆雷により「ル・エロー」は深刻な損傷を受けて緊急浮上し、乗組員は脱出を図ったが逃げ遅れた24人の乗組員を乗せたまま「ル・エロー」は沈んで行った。「モンジュ(Q144)」は雷撃可能距離までの接近に成功し、空母「インドミダブル」に向けて魚雷を発射したが命中することはなく、逆に護衛の駆逐艦「アクティヴ (駆逐艦)」と「パンサー (駆逐艦)」の爆雷攻撃で撃沈され、乗組員69人も全員戦死した。アンドロカに撤退していた「ル・グロリュー」は、ディアゴ・スアレスが陥落すると通報艦「ディバービル」とダカールまで撤退するように命じられ、マダガスカルを後にした。
空の戦いでもフランス軍はイギリス軍に圧倒された。開戦劈頭の多数の航空機の地上損失に加え、イギリス軍艦載戦闘機F4Fマートレットは制空戦闘でフランス軍MS406を圧倒し、4機を一方的に撃墜、5月7日までにMS406が地上と空戦で12機が失われ、ポテ 63.11など8機も撃破され、35機のフランス軍航空戦力はあっさり壊滅状態となった。
ディエゴ・スアレスは陥落したが、ヴィシーフランスのフィリップ・ペタン元帥は、フランス国民に宛てた声明で、イギリス軍の侵攻を激しく非難するなど対抗心を露わにした。イギリス軍の降伏勧告を拒絶した総督のアネットは、ディエゴ・スアレスを失ったのにも関わらず「マダガスカルでの抵抗は続く」と宣言し、ヴィシー・フランス軍の主力は南へ後退し態勢を整えようとした。この時のフランス軍の主力はマダガスカルの現地住民から召集した兵士であったが、フランスに対する忠誠心と戦意は極めて高く、ヴィシーフランス軍司令官フランソワ・ダルラン元帥の「フランスの名誉を守れ。イギリスが自らの犯罪の代償を払う日が来るだろう」という演説に奮い立ち、「ゲリラ戦を行って最後まで抗戦せよ」という命令にも忠実に従って徹底抗戦を決意し、島南部へ続く進路上の橋を爆破したり、道路上に障害物を設置するなどして、陸路からのイギリス軍の進撃を妨げた。
どのルートからは不明であるが、ヴィシーフランスから日本に対して救援要請が行われた。この後に日本海軍潜水艦によってディエゴ・スアレスに停泊するイギリス軍艦艇への攻撃が行われるが、この攻撃に、ヴィシーフランスの救援要請がどれだけ影響したかは不明である。

## 日本海軍による攻撃

### 攻撃目標決定

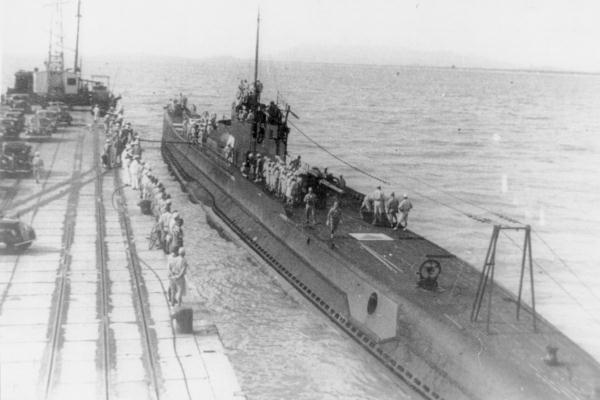
甲先遣支隊の伊号第一〇潜水艦

昭和17年（1942年）3月10日に編制された第8潜水戦隊の甲先遣支隊の潜水艦5隻（伊号第三〇潜水艦、伊号第一〇潜水艦、伊号第一六潜水艦、伊号第一八潜水艦、伊号第二〇潜水艦）はペナンに進出後、連合艦隊よりアフリカ東海岸の交通破壊戦を命じられた。連合艦隊は真珠湾攻撃で特殊潜航艇「甲標的」が多大な戦果を挙げたと評価しており、積極的な活用を決定し、甲先遣支隊のうち「伊号第一六潜水艦」、「伊号第一八潜水艦」、「伊号第二〇潜水艦」の3隻に「甲標的」を搭載させ、連合軍艦艇停泊地への特別攻撃を企図していた。連合艦隊の命令により「伊号第三〇潜水艦」が1942年4月22日に、甲先遣隊の旗艦で司令官石崎昇少将が座乗する「伊号第一〇潜水艦」を含む4隻が1942年4月30日にペナンを出撃した。
先行した「伊号第三〇潜水艦」は、5月7日から20日にかけてイギリス軍の拠点南アフリカのダーバン港のほか、北方のモンバサ港、ダルエスサラーム港を偵察したが、イギリス軍艦艇を発見できず、旗艦の「伊号第一〇潜水艦」も20日にダーバンを強行偵察したが有力艦艇を発見できなかった。そこで石崎は1942年5月21日になって、イギリス軍が占領したばかりのディエゴ・スアレスにイギリス軍艦艇が集結している可能性が高いと判断し、ディエゴ・スアレスを攻撃目標とすることに決めた。
石崎がディエゴ・スアレスへの攻撃を決意した頃、敵前上陸作戦を成功させたイギリス軍の艦船の多くは既にマダガスカルを去っていたが、戦艦ラミリーズ（リヴェンジ級戦艦）を旗艦とし、駆逐艦3隻、小型の高速護衛艦2隻が湾内に留まっていた。

### 甲標的による攻撃

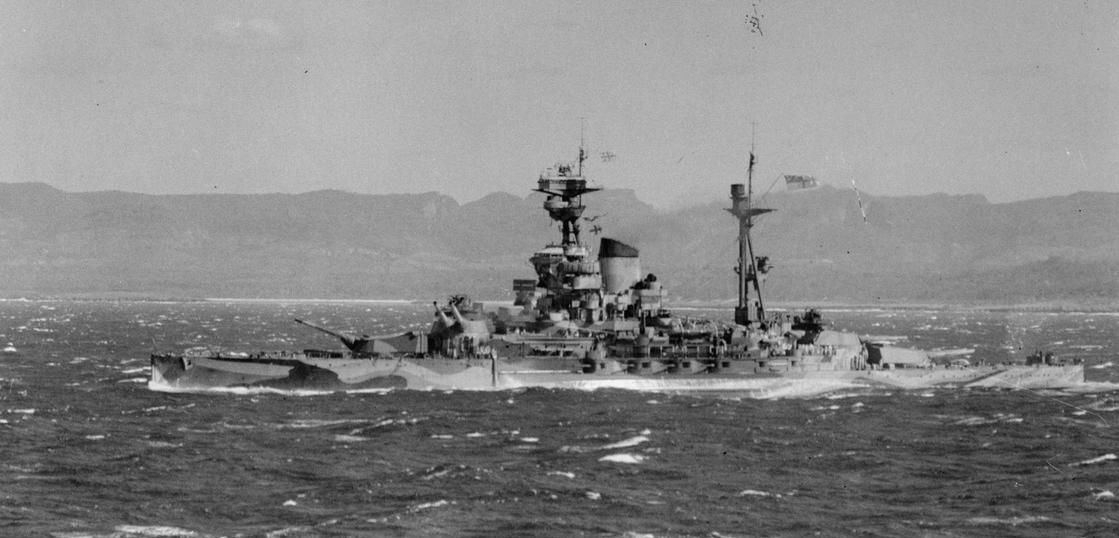
ディエゴ・スアレス湾でのラミリ―ズ（1942年5月）

1942年5月30日（イギリス側の記録では29日）には「伊号第一〇潜水艦」の搭載機がディエゴ・スアレス港を偵察し、クィーン・エリザベス級戦艦1隻、巡洋艦1隻などの在泊を報告、石崎は翌5月31日の深夜に「甲標的」によるディエゴ・スアレス港内艦艇への特別攻撃を命令、命令を受けて31日0：00に「伊二〇潜水艦」から艇長・秋枝三郎大尉（海兵66期）、艇附・竹本正巳一等兵曹、「伊一六潜水艦」からは艇長・岩瀬勝輔少尉、艇附・高田高三二等兵曹の2隻の「甲標的」が出撃した。なお、「伊一八潜水艦」搭載艇は、5月18日に海面のうねりによって浸水しており攻撃には参加できなかった。2隻のうち、秋枝艇がディエゴ・スアレス港内への侵入に成功、計画では岩瀬艇と合流してから攻撃する予定であったが、岩瀬艇は湾内に侵入することはできず、秋枝艇単独での攻撃となった。
停泊していた「ラミリーズ」の艦内では、陸軍将校と南アフリカ軍パイロットを招いてパーティが開催されていた。パーティでの話題は本日の日中に飛来した国籍不明機の件に集中していたが、それで警戒を強化することもなく、接近する秋枝艇に気が付かなかった。「ラミリーズ」は第二次世界大戦が開戦してから、深刻な損傷を被ったことはなく、乗組員の多くが「本艦に乗っているときが一番安全」などと油断していた。しかし、その過信はあっさりと否定されることとなり、パーティ中の乗組員は艦体そのものから発生したような激しい衝撃を感じると、「ラミリーズ」は全艦停電となり、たちまち艦は左に傾き始めて、甲板上に海水が流れ込んできた。これは秋枝艇の発射した1発目の魚雷が命中したことによる損害であり、「ラミリーズ」のA砲塔横のバルジに命中し30フィートの大穴を空けていた。みるみるうちに甲板上には海水が流れ込んで、主甲板は深いところで水深60cmに達した。全乗組員に救命胴衣の着用と上甲板への整列が命じられた。
港口付近に停泊していたタンカー「ブリティッシュ・ロイヤルティ」（British Loyalty、6,993トン）の乗組員は爆発音に驚き舷側に出ると、「ラミリーズ」の左舷から煙が出ているのと、潜望鏡と小さな司令塔が「ラミリーズ」から300ｍほど離れた位置に浮上してるのが見えた。ウェステル船長は緊急発進と「ラミリーズ」への発光信号を命じ、潜望鏡への発砲を許可した。乗組員は搭載していたオードナンスQF 4インチ砲とルイス軽機関銃で秋枝艇に攻撃を開始したが、命中することはなく、潜望鏡は潜水してしまった。その間に「ブリティッシュ・ロイヤルティ」は錨を上げて全力で後退を開始したが、そのときに「甲標的」が「ラミリーズ」に向かって2本目の魚雷を発射していた。不幸にも「ブリティッシュ・ロイヤルティ」の進路は、「ラミリーズ」に向かう魚雷の進路を横切る形となってしまい、乗組員は自分たちの艦に真っすぐ向かってくる魚雷の雷跡を見て恐怖にかられた。その直後に魚雷は「ブリティッシュ・ロイヤルティ」の機関室の後部に命中し全てのものを吹き飛ばしたので、ウェステルは躊躇なく総員退去を命じ、生き残った乗組員は救命艇に乗り移った。しかし、5人の乗組員と1人の砲手が艦と運命を共にした。
もう1発の魚雷が命中すれば「ラミリーズ」は沈没は免れないところであったが、図らずも「ブリティッシュ・ロイヤルティ」に救われた形となった。「ラミリーズ」では総員退去も検討されたが、弾薬を投棄するなどの復旧作業で艦の傾きを抑えて、どうにか沈没だけは避けることができた。「ラミリーズ」は老朽艦であり、これまで幾度となく艦底に塗料を塗り重ねており、その塗料の厚い層が結果として魚雷の被害をある程度は食い止めたという分析もある。しかし、受けた損害は深刻で、復旧と誘爆回避のため全弾薬は投棄されるか輸送船に積み直され、バルジの大穴や広範な浸水の他にも、上甲板も浸水と衝撃でかなりの損傷を負っており、主砲にも不具合が生じて、艦内の全照明と動力供給が断たれており、戦闘不能状態となっていた。しかし、艦の深刻な損害に対して幸いなことに人的被害は1人の負傷者のみであった。「ラミリーズ」の傍には駆逐艦と兵員輸送艦「カランジャ」が停泊し、また桟橋では弾薬を満載した弾薬輸送艦が積み下ろし作業中であり、さらに攻撃が続けばイギリス軍の損害が拡大する懸念も大きかったが、これ以降の攻撃はなかった。
その後「ラミリーズ」はディエゴ・スアレス港にて応急修理を受けた後、護衛艦に守られながら10ノットの低速で南アフリカのダーバンに向かうと、そこで簡単な修理をされ、さらにイギリス本土で恒久的な修理を行うため、ケープタウンを経由してデヴォンポート海軍基地に回航された。デヴォンポートでは修理の他に近代化改修と兵装の強化も行われたが、再就役したのは攻撃を受けてから約1年後の1943年5月のことであり、長期の戦線離脱となった。「ラミリーズ」は再就役のあとも活躍し、1944年6月のノルマンディー上陸作戦ではドイツ軍に艦砲射撃を浴びせて、連合軍の勝利に大いに貢献している。
なお、この戦闘の後、イギリス海軍は駆逐艦隊の総力を挙げディエゴ・スアレス湾内全域で夜を徹して爆雷攻撃を行った。あまりに苛烈な攻撃であったので、湾内の魚が死滅してしまい、衝撃で腹が避けた魚が大量に海面に浮かんできたという。地元の漁民は喜んでその魚を拾い集めたが、喜んだのは一瞬で、翌日からは広いディエゴ・スアレス湾内で殆ど魚が獲れなくなってしまった。この状況はしばらく続き、魚が獲れるようになるまでには相当な日数を要したので、イギリス海軍は地元の漁民から大いに疎まれたという。

### 攻撃成功後の甲標的搭乗員

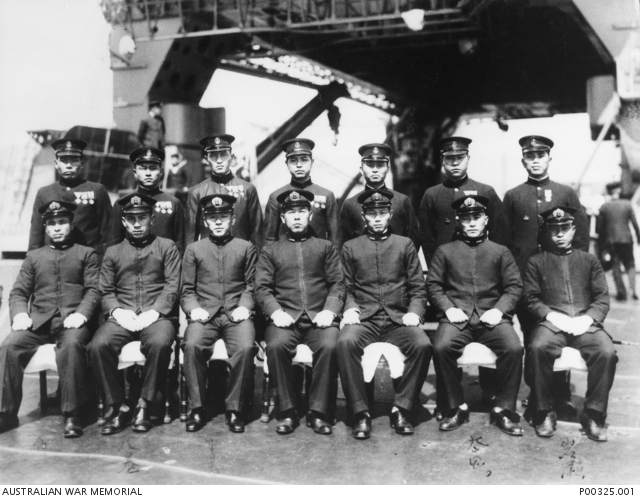
マダガスカルを攻撃した甲標的攻撃隊員。前列中央秋枝三郎、その後ろ竹本正巳。前列右端は岩瀬勝輔、後ろに高田高三。

甲標的は上記のように雷撃に成功したが、後に艇がノシ・アレス島で座礁したため、艇長の秋枝三郎大尉と艇付の竹本正巳一等兵曹の2人は艇を放棄し、マダガスカル島のアンタラブイ近くに上陸して、付近を通りかかった漁師の助けを受けて母潜との会合地点付近に徒歩で向かうこととした。やがて2人はアンドラナボンドラニナという小集落に到着、現地住民に食料を無心し、現地住民は怯えながらもそれに応じていたが、この動きが後にイギリス軍に発見される原因となってしまう。
母艦との会合地点は「甲標的」が健在という前提で、アンバー岬から南へ5kmの沖合と決められていたが、「甲標的」を失った2人に沖合の会合地点に行く手段はなく、陸路でなるべく会合地点近くまで行くこととした。6月2日にマダガスカル中央部のペタメタという村落に到着すると、地元住民の証言では、日没を待ってその近くの海が見下ろせる標高54ｍの高地に登っていたとのことであり、陸上から沖合にいるはずの潜水艦に発見してもらえるように合図を送っていたものと推定される。一方で「伊号第一〇潜水艦」「伊号第一六潜水艦」「伊号第一八潜水艦」「伊号第二〇潜水艦」は出撃させた2隻の「甲標的」を回収すべく会合地点に向かったが、海上で「甲標的」を発見することはできなかった。搭乗員4人が上陸していることも考え、切り立った海岸線に向かって発光信号や無線で呼びかけたが応答はなかった。6月2日には、4隻の潜水艦が白昼に危険を顧みずに浮上して、約9km間隔で横に並んで捜索したがそれでも発見できなかった。当初の計画では捜索期限はこの日までであったが、「伊号第二〇潜水艦」だけは現地に残って6月4日まで捜索を継続した。

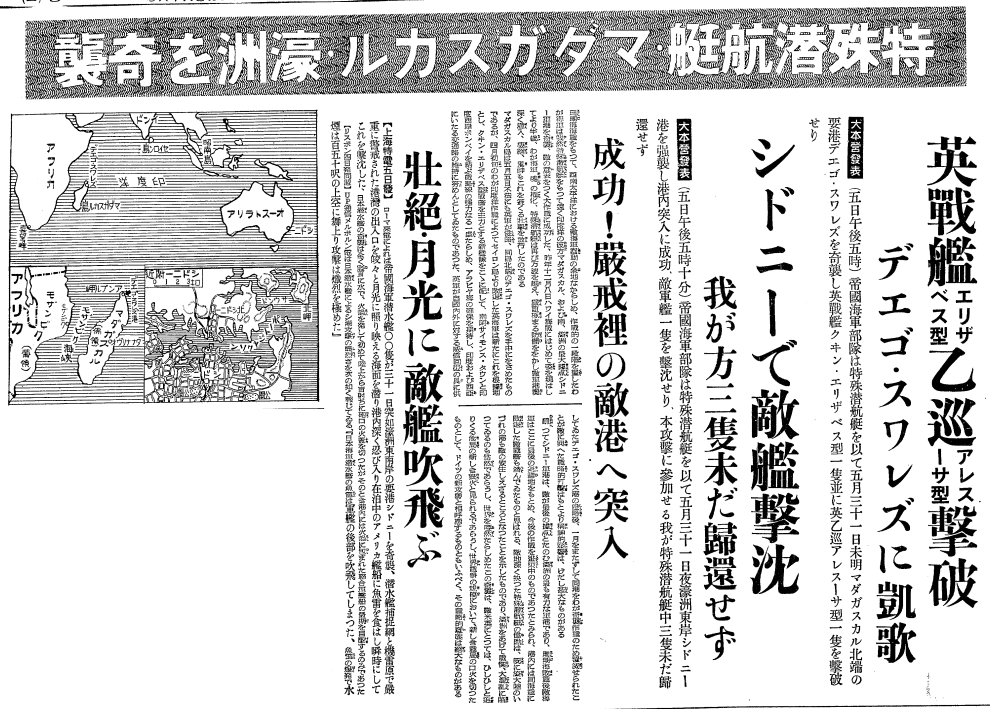
ディエゴ・スアレスでの戦いを報じる新聞（1942年5月）

翌6月3日になって、2人は高地から下りてきて、最初に会った地元の漁民に持っていた魚をくれるように頼んだが、アンドラナボンドラニナに完全武装のイギリス海兵隊15人が捜索に来ていたのを見ていた地元漁民は、巻き込まれることを嫌って2人の無心を断った。2人は漁民と別れると、アンドラナボンドラニナに向かっていたが、到着する前にイギリス海兵隊に見つかった。イギリス海兵隊は降伏を勧告したが、秋枝がそれを拒否し、竹本が携行していた拳銃をイギリス海兵隊に向けて発砲した。竹本の射撃でイギリス海兵隊2～3人が倒れたが、イギリス海兵隊指揮官はすぐに反撃を命じ、イギリス海兵隊員は軽機関銃と小銃で応射して竹本は顔面に被弾して戦死した。秋枝も軍刀を抜刀し、イギリス海兵隊に斬り込んで数人を切り捨てたが、斉射を浴びせられて戦死した。イギリス海兵隊指揮官は2人の遺体から肌着以外の身ぐるみを剥がすと、遺体を地元住民に埋葬するよう命じた。秋枝らの所持品のなかには「伊号第二〇潜水艦」艦長山田隆中佐宛の雷撃成功を報告するメモがあり、戦闘で戦死した2人が秋枝と竹本であった証拠となった。なお、この戦闘でのイギリス海兵隊の損害は1人戦死、5人戦傷であった。秋枝らの戦死日は英側資料では現地時間で6月2日とされている。
2人の最期は地元住民から目撃され、その後にディエゴ・スアレス市民の間に「日本の特殊潜航艇がひそかに湾内に潜行して戦艦とタンカーを沈め、その偉業の主2人が北方の山地で発見され、降伏勧告も聞かず、ライオンの如く勇敢に戦い、そして射殺された」と広まって、2人は英雄視されていたという。
なお、岩瀬と高田が搭乗していたもう1隻の「甲標的」は海上で遭難し、攻撃翌日に1人の遺体が海岸に打ち上げられているのが発見された。なお、1隻だけ捜索を延長していた「伊号第二〇潜水艦」は秋吉ら2人の最期の日も浮上して徹底的な捜索と信号弾打上げなどによる呼びかけを行い、ときには2人の最期の地から3.7kmの距離まで接近していたが、最後まで発見することはできず、無念の思いを抱いたままマダガスカルを後にした。
イギリス軍は当初、ディエゴ・スアレス港への攻撃が日本軍によるものだとは判断しておらず、降伏したはずのフランス軍が攻撃したものと疑い、自由フランスに配慮して休戦後に軍施設や官公庁に掲げることを認めていたフランス国旗を降ろすよう命じている。その後に地上戦の結果回収した2人の遺品の中には作戦の計画書等も含まれており、これでフランス軍への疑いが晴れて再び国旗の掲揚が認められたという。
日本海軍によるマダガスカル方面への攻撃は一定の戦果を挙げ、痛撃を浴びたイギリス海軍が公式戦記で「その乗組員たちは、大胆かつ成功した“拠点攻撃”を成し遂げた功績を称えられなければならない」と「甲標的」乗組員を敵ながら賞賛したほどであったが、マダガスカル方面は主戦場から遠く離れており、日本軍によるこの後の作戦行動は甲先遣支隊による通商破壊戦に限られた。それでも7月までに損失なく、合計20隻約94,000トンのイギリス艦船を沈めるという多大な戦果を挙げている。
一方でイギリス軍は、速やかな地上戦勝利の後の大きな損害に衝撃を受けることとなった。イギリス首相ウィンストン・チャーチルは、作戦の展開に満足していたものの、日本軍の「甲標的」による攻撃の報告を受けるとかなり狼狽し、後年出版した回想録で以下の様な文学的な回想をしている。
ここまでは万事がキチンキチンとはこんだが、突然、最も周章狼狽させる事件が起こった。5月29日、国籍不明の航空機が湾の上空に現れ、忽ち姿を消した。これが空中からのあるいは潜水艦による攻撃の序曲のように思われたので、極度の警戒が命令された。その翌晩ラミリーズと近くにいたタンカーに魚雷がぶちこまれた。魚雷はどこから来たのであろう？何の予兆だろう？—ウィンストン・チャーチル
南アフリカのスマッツも冷や水を浴びせ掛けられた形となり、チャーチルに向けて「ディエゴの不運に深甚な弔意を表します。攻撃はヴィシーの潜水艦か、ヴィシーの情報と助言に基づく日本の潜水艦によるものに違いありません。このことは出来るだけ早く、（マダガスカル）全島から完全にヴィシーの支配力を排除することの必要を教えます。他のすべての場合で立証した通り、この場合の懐柔は危険であり、我々は近く全部を片付けてしまうべきだと信じます」と打電し、これ以上の損害を防ぐためにも、早急なマダガスカル全島の確保と、ヴィシーフランス軍の殲滅を進言している。

## その後の作戦

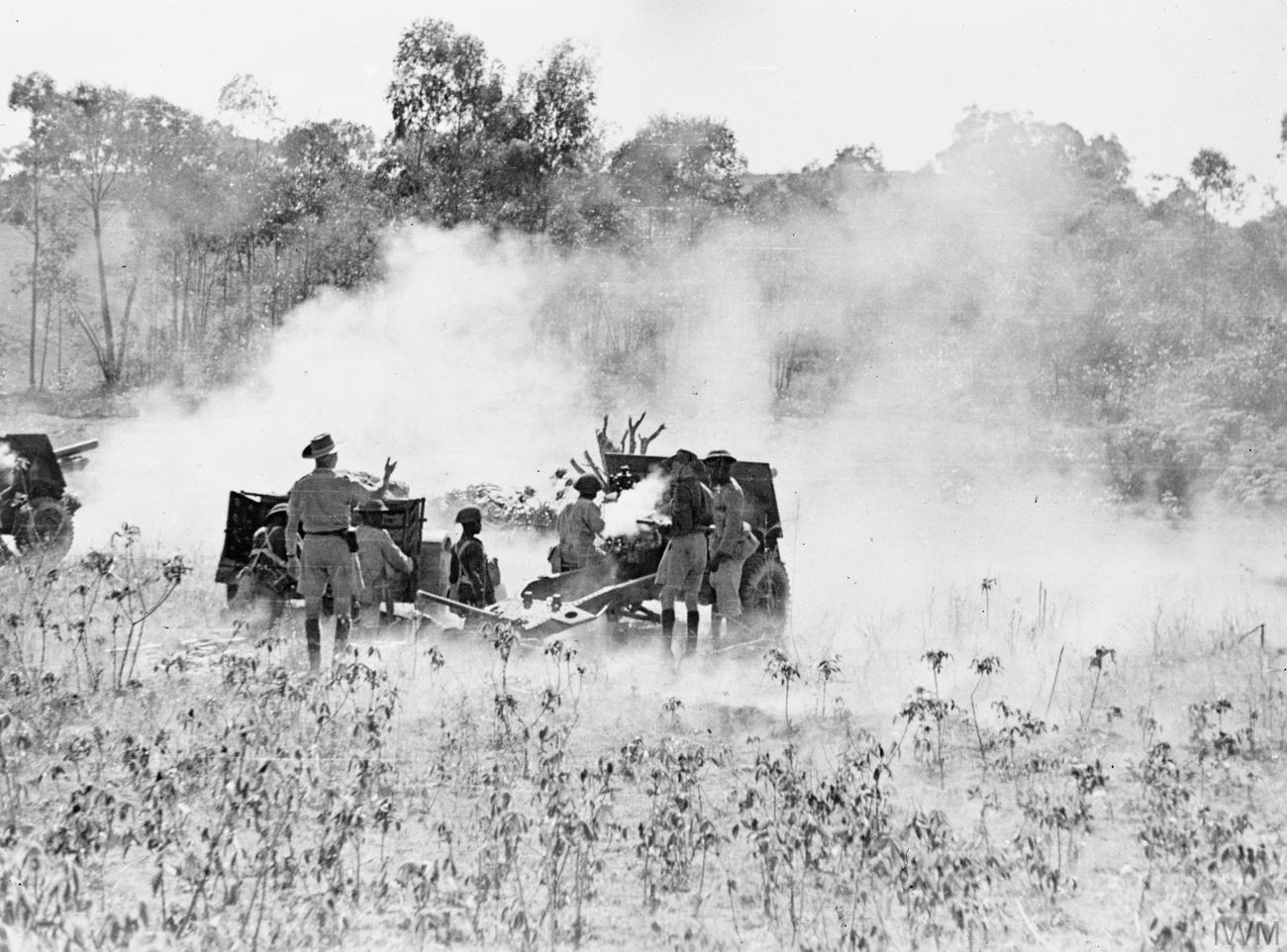
フランス軍に砲撃を加えるイギリス軍

その後、マダガスカル攻略部隊の主力であったイギリス陸軍第5師団は日本軍による新たな攻撃が予想されたイギリス領インド帝国へ移され、その代わりとして1942年6月に第22東アフリカ旅団と第7南アフリカ自動車化旅団がマダガスカルに到着し、7月2日にマヨットへの上陸作戦が行われた。この上陸作戦は奇襲作戦となり、マヨットのフランス軍守備隊は戦わずに降伏した。8月には第27北ローデシア歩兵旅団もマダガスカルに到着、順調に戦力増強が進むイギリス軍に対して、ヴィシーフランスは総督アネットの再三の増援要請に応えることはできなかった。イギリス軍は雨期の到来する前にマダガスカル全土の制圧を企図、新たな水陸両用作戦を決行し、残る首都タナナリブを含むフランス軍の拠点を一気に制圧することとした。
イギリス軍によるマダガスカル制圧計画は3つの作戦、1942年9月10日にマジュンガに上陸するストリーム作戦、続いて9月18日にはタマタブに上陸するジェーン作戦、そしてマジュンガから上陸した部隊がタナナリブを攻略するライン作戦で構成されており、牽制作戦としてモロンダバへの上陸するタンパー作戦も行われた。マジュンガにはアンティサラン基地を攻略したイギリス軍第29歩兵旅団と第5コマンド部隊が上陸した。ディエゴ・スアレスでの上陸作戦とは異なり、海岸にはフランス軍が待ち構えており、上陸するイギリス軍に機関銃掃射を浴びせてきたが、第5コマンド部隊は損害に構わず敵前上陸を果たすと、たちまちフランス軍を蹴散らしてマジュンガを確保した。そして休むことなくライン作戦の目標である首都タナナリブを目指して進撃を開始、フランス軍の抵抗と道路に構築された障害物除去に手間取ったが、上陸してから13日後の9月23日にはタナナリブを大きな抵抗を受けることなく攻略した。

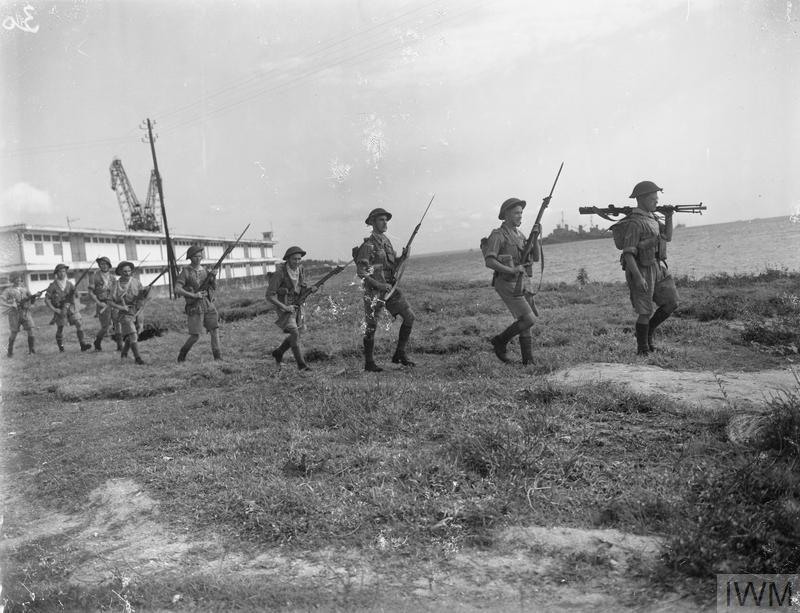
タマタブに上陸したイギリス軍

9月18日にはジェーン作戦も開始され、海岸を目指す上陸用舟艇を援護するため軽巡洋艦「バーミンガム (軽巡洋艦・2代)」がフランス軍のタマタブの沿岸砲と撃ち合ってこれを制圧し、海岸のフランス軍はその3分後に降伏した。上陸に成功したイギリス軍は首都タナナリブを目指して進撃を開始し、マジュンガから上陸した部隊と合流すると、第22東アフリカ旅団と第7南アフリカ自動車化旅団は総督アネットを拘束するため、まだヴィシーフランス支配下の都市フィアナランツォアに向けて進撃を再開した。その後もトゥリアラに南アフリカ軍部隊が上陸するなど、次第にフランス軍を追い詰めていき、10月18日にアンドラマナリーナにて最後の激戦が展開され、待ち伏せていたフランス軍に一時はイギリス軍は苦戦したものの、部隊を分けて一部が大きくフランス軍の防衛線を迂回し背後から攻撃してフランス軍を潰走させた。この戦いでフランス兵600人が降伏し、マダガスカルのフランス軍は組織的な抵抗力を失った。
イギリス軍がフィアナランツォアに迫ると総督アネットはさらに南に向かって撤退したが、11月6日にアンバラオで休戦協定が締結され、11月8日には徹底抗戦を宣言していた総督アネットもついにイギリス軍に降伏した。1942年9月10日以降の作戦でイギリス軍が被った損害は30人が戦死、90人が負傷であった。1943年1月にイギリスはマダガスカルの支配圏を自由フランスに引き渡し、降伏して捕虜となったフランス兵1,200人のうち900人が自由フランス軍に従軍することとなった。しかし、ヴィシーフランスと共に戦った現地住民は、敵対したイギリスから支配圏を譲られた自由フランスに対しても敵対心を抱くこととなり、その後大規模な抗議運動が行われるようになっていく。
マダガスカルを巡るイギリス軍とフランス軍の戦いは、途中の部隊交代などによる小康状態はあったものの。結果的には半年に渡って戦い続けることとなり、その間フランス軍はマダガスカルを持ち堪えた。これはフランス本国がナチス・ドイツのフランス侵攻で持ち堪えた期間より遥かに長い期間であったとも評されて、マダガスカルでのヴィシーフランスの善戦を称える意見もある。最後まで抵抗した総督アネットは投降後に南アフリカに送られて軟禁された後に、戦後の1947年に戦時中の1944年に制定された国家侮辱罪に遡及で起訴されて終身刑に処せられたが、後に恩赦で減刑されて釈放され1973年にパリで没した。
一方で、大きな損害を被ったディアゴ・スアレスを巡る戦いに対し、その後のマダガスカル全土掌握作戦は、イギリス帝国の各国軍が連携し、ときに水陸両用作戦を展開しながら最小限の損害で作戦目的を達成できたことから、チャーチルは「今後の水陸両用作戦の手本」となる戦いであったと称賛した。

## 戦後の慰霊
1973年に日本マダガスカル協会と戦記作家の豊田穣が、在マダガスカル日本大使館の協力を得て現地調査を実施し、上陸後の秋枝らの消息や最期の地を特定した。その後、1975年にも旧海軍軍人で元海上自衛隊海将補の松浦光利が、国際協力事業団の職員としてザンジバルとコモロ・イスラム連邦共和国で航海指導をしていたときに、マダガスカルで秋枝らの消息をより時間をかけて調査し、かなり明確にしている。
1976年には在マダガスカル日本大使館が秋枝らの戦死地に慰霊碑を建立し、1997年には有志が前述2名と岩瀬勝輔大尉、高田高三兵曹長の4名の日本軍人の慰霊碑をアンツィラナナ（旧名ディエゴ・スアレス）に建立している。